# وفاة مولي بيش
مولي آن بيش (2 أغسطس 1983 – 27 يونيو 2000) كانت فتاة أمريكية في السادسة عشر من عمرها من ريف مقاطعة ورسيستر، ماساتشوستس، التي اختفت أثناء عملها كحارسة إنقاذ في مسقط رأسها وارن، ماساتشوستس. جثمانها كانت	وجدت بعد ثلاث سنوات في مقاطعة هامبدن المجاورة بعد ما أصبح أكبر بحث في تاريخ الولاية.

## الاختفاء
في صيف عام 2000، بدأت مولي بيش البالغة من العمر 16 عامًا العمل كحارسة إنقاذ في كومنز بوند في وارن، ماساتشوستس.
في 26 يونيو، قبل يوم من اختفاء مولي، والدتها، ماغي، رأت رجل ذو شارب في سيارة بيضاء مركونة في مكان إيقاف السيارات التابع للشاطئ حيث يوجد موقع حارس الإنقاذ الخاص بمولي. على الرغم من أنه بدا مشبوهاً في ذلك الوقت، قالت انها لم تقدم له المزيد من التفكير حتى بعد اختفاء مولي. في 27 يونيو، قادت ماغي مولي إلى بركة كومنز وأنزلتها بالقرب من محطة الإنقاذ. وقيل إن ماغي لم تر أي أثر للغريب من اليوم السابق أو لسيارته البيضاء. ومع ذلك، أفاد شاهد آخر أنه رأى رجلا يطابق مواصفات الغريب في موقف سيارات البركة قبل دقائق فقط من وصول مولي. وأفاد عامل محلي أيضا أنه رأى سيارة مماثلة مركونة في مقبرة متصلة بالبركة عن طريق ممر. ماغي بيش كانت آخر شخص معروف رأى مولي قبل اختفائها وبعد عدة ساعات، اتصلت الشرطة بوالدي مولي، لإبلاغهما بأنه لم يكن هناك حارس إنقاذ في الخدمة طوال اليوم وأن ممتلكات مولي قد تركت دون حراسة في مركزها.

## اكتشاف الجثة
بدأ على الفور بحث مكثف. كان سيصبح أكبر وأغلى بحث عن شخص مفقود في ماساتشوستس. تم تحليل حالتها في العديد من البرامج التلفزيونية الأمريكية إختفاء بلا أثر، وأكثر المطلوبين في أمريكا، الألغاز المعلقة، و48 ساعة. رأى صياد ثوب سباحة أزرق في الغابة على تلة ويسكي في بالمر، في أواخر خريف عام 2002. وفي مايو 2003، ذكر ذلك لتيم ماكغويغان، الذي اتصل بالشرطة. حدد بحث مكثف في المنطقة مكان جثة مولي سريعاً. في 9 يونيو 2003، تم العثور على جثة مولي على بعد خمسة أميال من منزل عائلتها.

## تطورات أخرى
في عام 2004 أسست ماغي وجون بيش مركز ومؤسسة مولي بيش بالتعاون مع كلية آنا ماريا.
في عام 2005، كان أحد سكان ولاية كونيتيكت المتهم بمحاولة الاختطاف في ولاية كونيتيكت قيد التحقيق لفترة وجيزة فيما يتعلق بهذه القضية.
وفي عام 2009، تم التحقيق مع مشتبه به جديد. رودني ستانجر، مقيم في فلوريدا مدان بقتل صديقته، عاش في ساوثبريدج، ماساتشوستس – على بعد أميال قليلة من بلدة وارن – لأكثر من 20 عامًا. انتقل رودني إلى فلوريدا بعد عام من مقتل بيش. بعد مقتل (كريستال موريسون)، صديقة (ستانغر) الحميمة منذ 20 عاماً، نبهت أخت (كريستال) سلطات (ماساتشوستس). كان من المعروف أن ستانجر لديه وصول إلى سيارة بيضاء مشابهة لتلك التي شوهدت قبل يوم من اختفاء بيش. وكان معروفا أيضا بالصيد في بركة كومينز والصيد في الغابة حيث تم العثور على جثة بيش. بالإضافة إلى ذلك، طابق ستانجر بدقة الوصف المقدم من ماجي بيش للرجل الذي شوهد في السيارة البيضاء في اليوم السابق لاختفاء مولي. ستانجر لم يتهم في قضيتها.
في عام 2009، عندما كان يتم التحقيق مع ستانجر في جريمة قتل بيش، استجوبته الشرطة أيضًا فيما يتعلق بجريمة قتل هولي بيريانين في عام 1993 التي فقدت في ستوربريدج. بيش وبيريانين كانتا في نفس العمر في عام 1993، وكانت بيش قد كتبت رسالة أمل إلى والدي بيريانين في عام 1993. ستانجر لم يتهم في هذه القضية. في عام 2012، قادت الأدلة الجنائية السلطات إلى تسمية ديفيد بوليو - الذي توفي في عام 2003 — كشخص محل اهتمام في قضية بيريانين.
في نوفمبر 2011، جيرالد باتيستوني، المعروف أيضا باسم المخبر السري رقم 62 لفرقة عمل مكافحة المخدرات في مقاطعة هامبدن الشرقية، تم ذكره كمشتبه به في وفاة بيش من قبل المحقق الخاص دان مالي من ولاية ماساتشوستس. قضى باتيستوني فترة في السجن لاغتصابه مراهقة بشكل متكرر في أوائل التسعينيات. حاول الانتحار في السجن بعد أن تعرفت عليه المقالات الصحفية كمشتبه به محتمل في وفاة بيش وبيرايانين. باتيستوني، الذي كان لديه سجل إجرامي يعود إلى عام 1980، كان في المنطقة التي تم العثور فيها على جثة مولي ويشبه الرسم التوضيحي المركب للرجل الذي رأته ماجي في موقف السيارات في اليوم السابق لاختفاء مولي.
بعد تسمية (جيرالد باتيستوني) كمشتبه به، المحقق الخاص (دان مالي) وعائلة (بيش) طلبوا إجراء فحص الحمض النووي. أرسلت شرطة ولاية ماساتشوستس دليل الحمض النووي إلى تكساس.
توفي جيرالد باتيستوني في مستشفى ليمويل شاتوك في جامايكا بلين في نوفمبر 2014.
لم تكن هناك أي اعتقالات في هذه القضية اعتبارًا من ديسمبر 2019.

## اقرأ أيضا
- مقتل بريندا سو براون
- مقتل فيكتوريا مارتنز

- قائمة الأشخاص الذين اختفوا

## روابط خارجية
- مولي بيش على فايند أغريف